# ハウスパートナーホールディングス
株式会社ハウスパートナーホールディングスは、千葉県松戸市に本社を置く不動産会社グループの持株会社である。

## 概要
株式会社ハウスパートナーホールディングスは、2002年9月に1号店として千葉県松戸市に店舗をオープンした後、2004年10月に株式会社ハウスパートナーに改組、2015年7月に株式会社ハウスパートナーホールディングスを設立し持株会社制に移行した。現在、千葉県に15店舗、東京都に15店舗、埼玉県に2店舗、管理部門を千葉・東京に2拠点、合計34拠点を展開している。主力事業である賃貸仲介部門においては、全国賃貸住宅新聞調べによる2025年賃貸仲介数ランキングにおいては全国14位、関東エリア（東京除く）で16年連続賃貸仲介件数1位となっている。

## 事業内容
- 不動産賃貸管理、賃貸仲介
- 不動産売買、仲介
- 住宅リフォーム、建築プランニング
- 不動産コンサルタント

## 沿革
- 2002年（平成14年）9月 - 千葉県松戸市にハウスパートナーを設立1号店として松戸店オープン。
- 2007年（平成19年）1月 - （株）ハウスパートナープロパティを設立
- 2007年（平成19年）10月 - （株）ハウスパートナーメンテナンスを設立
- 2011年（平成23年）10月 -（株）ハウスパートナークリーンサービス設立
- 2015年（平成27年）7月 - （株）ハウスパートナーホールディングス（旧HPH）を設立し、持株会社制に移行
- 2016年（平成28年）7月 - 20拠点目の東京管理センターを東京都足立区に開設
- 2018年（平成30年）8月 - CSLAキャピタルパートナーズがアドバイザーを務めるSunrise Capital Ⅲが資本業務提携
- 2019年（平成31年）3月 - 株式会社ハウスパートナーが株式会社ハウスパートナーメンテナンス、株式会社ハウスパートナークリーンサービスを株式会社ハウスパートナーに吸収合併
- 2020年（令和2年）4月 -（株）サカエ不動産と（有）アールシーがハウスパートナーグループ入り
- 2020年（令和2年）10月 -（株）イズミ装美がハウスパートナーグループ入り
- 2021年（令和3年）9月 - 東京電力タイムレスキャピタル(株)が(株)ハウスパートナーホールディングスの株主となる

## 主要なグループ会社
出典は企業ウェブサイト。
- 株式会社ハウスパートナー
- 株式会社ハウスパートナープロパティ
- 株式会社サカエ不動産[3]
- 株式会社イズミ装美[4]